# Jojutla
Jojutla é um município do estado de Morelos, no México. Em 19 de setembro de 2017, um forte sismo reduziu a cidade a escombros.